# عمو سبزی‌فروش
عمو سبزی‌فروش نام نمایشنامه‌ای است که به صورت عامیانه و غیرحرفه‌ای در منازل و مجالس زنانه اجرا می‌شده است. نمایش در یک پرده (در مغازهٔ سبزی‌فروشی) و دارای دو بازیگر بوده و روایت دلباختگی و راز و نیاز زن با سبزی‌ فروش است. تمام متن نمایش به شعر است.
این شعر را نخستین بار بانو مهوش و پس از او کسانی دیگر چون استاد مرتضی احمدی،    پریوش، شهناز تهرانی، جلال همتی و قطعاتی از آن توسط حامد هاکان اجرا شده است.

## اجرا در حضور امپراتور آلمان
در زمان احمد شاه قاجار هشت نفر دانشجوی ایرانی در آلمان مشغول به تحصیل بوده‌اند. در آن زمان مقرر می‌شود که طی مراسمی تمام دانشجویان خارجی در حضور امپراتور آلمان رژه رفته و سرود ملی کشور خود را بخوانند. پس از بحث بین دانشجویان به دلیل دوری طولانی از وطن و عدم یادآوری سرود ملی ایران در آن زمان، با توجه به این که مطمئن بوده‌اند کسی در آن جا فارسی نمی‌داند، این شعر خوانده می‌شود که با توجه به بعله‌های محکم دانشجویان مورد توجه حضار قرار می‌گیرد.

## همچنین ببینید
- سلامتی دولت علیه ایران